# شیحین
شیحین (به عربی: شيحين) یک منطقهٔ مسکونی در لبنان است که در شهرستان صور واقع شده‌است.